# Artea
|  | Aquest article tracta sobre el municipi basc. Si cerqueu el futbolista andalús, anomenat Arteaga, vegeu «Moisés García Fernández». |

Artea és un municipi de Biscaia, a la comarca d'Arratia-Nerbion. Limita al nord amb Arantzazu, al sud amb Areatza, a l'est amb Dima i a l'oest amb Zeberio.
En ell s'hi troba l'Església de San Miguel; petita parròquia rural de planta rectangular simple, edificada a principis del segle xvi i completada en els cent anys successius amb diferents elements de fusteria, deformada per Basterra en 1923 i completament restaurada amb la resta de l'edifici en 1990. Disposa d'un pòrtic perimetral evolupant que incloïa una capella oberta i zona destinada a cementiri entorn de la capçalera.

## Topònim
Aquest municipi té una doble tradició en la seva denominació. D'una banda està la denominació de Castillo y Elejabeitia (Gaztelu-Elexabeitia en euskera); i per una altra la de Arteaga/Artea. El nom de Castillo y Elejabeitia es deu al fet que el municipi va sorgir en una data indeterminada per la unió de dues antigues parròquies, les de Castillo i la d'Elexabeitia. Castillo i Elexabeitia són actualment barris del municipi. Sobre els seus noms; el de Castillo (Gaztelu en euskera) es deu a la casa-torre de Torrea, que els veïns coneixien antigament com gaztelua (el castell); mentre que Elexabeitia significa etimològicament sota l'església. Castillo i Elexabeitia ha estat tradicionalment el nom oficial del municipi encara que els seus habitants ho denominessin més comunament sota el nom d'Arteaga/Artea.
Arteaga significa etimològicament lloc de l'alzina, d'artea (alzina) + el sufix -aga, que indica lloc de. És el nom que va rebre el conjunt urbà format per la unió de Castillo i Elejabeitia, atès que la plaça del poble, una mica separada dels nuclis originals, es va situar en un lloc anomenat així. Històricament ha estat un nom alternatiu al de Castillo i Elejabeitia. Així en diversos censos del segle xix el municipi es va denominar oficialment com Castillo y Elejabeitia o Arteaga; encara que amb posterioritat Arteaga va tornar a quedar bandejat del nom oficial. L'actual nom oficial de Artea (literalment significa l'alzina), és una variant sincopada d'Arteaga, utilitzada col·loquialment al parlar en euskera.
Quan el municipi es va decidir en 1994 a modificar el nom oficial del municipi i adoptar la denominació en euskera, entre les diferents opcions existents (Gaztelu-Elexabeitia, Arteaga, Artea, ...) es va optar finalment per oficialitzar la de Artea, que era com els bascoparlants de la localitat denominaven a la seva població. No obstant això l'Euskaltzaindia considera que el nom formal del municipi en euskera ha de ser Arteaga, i que Artea no n'és més que una variant col·loquial.